# La Maréchale d'Ancre
La Maréchale d'Ancre est un drame romantique écrit par Alfred de Vigny en 1831. L'histoire est inspirée de la vie de Léonora Dori, dite « la Galigaï », sœur de lait de Marie de Médicis, exécutée et brûlée pour sorcellerie.